# Brama Kaszubska
Brama Kaszubska– wąski przesmyk położony na Pojezierzu Kaszubskim pomiędzy jeziorami Raduńskim Dolnym i Raduńskim Górnym, które są połączone rzeką Radunią. Przesmyk został sztucznie usypany w XIX wieku w celu ułatwienia komunikacji między pobliskimi miejscowościami. Znajduje się na końcu leśnego wąwozu, którym prowadzi drogi wojewódzkiej nr 228.
W sąsiedztwie „Bramy Kaszubskiej” mieści się Centrum Monitoringu i Ochrony Wód Uniwersytetu Gdańskiego w Borucinie oraz ośrodki wypoczynkowe nad jeziorami Raduńskimi. Tędy również przebiega turystyczny Szlak Wzgórz Szymbarskich, a sam przesmyk stanowi granicę między gminami Stężyca i Chmielno.